# Зоряні війни: Учень джедая. Володар темної сили
Зоряні війни: Учень джедая. Володар темної сили (англ. The Dark Rival) — науково-фантастичний роман американської письменниці Джуд Вотсон, друга книга в серії романів «Учень джедая».

## Сюжет
Прилетівши на Бендомир шляхи Квай-Гон Джинна та Обі-Ван Кенобі ненадовго розійшлися, кожен зайнявся своєю справою. Однак місія Майстра Джедая, що здається легкою, з перших хвилин появи на планеті стає небезпечною, з'ясовується, що його заманив колишній учень Ксанатос. Обі-Ван, у свою чергу, знаходить дивні речі на території сільськогосподарського корпусу і звертається за допомогою до Куай-Гона. Незабаром з'являється і Ксанатос, від імені своєї корпорації «Зовнішні світи» починає допомагати місцевим жителям, вдаючи, що виправився і радий бачити колишнього вчителя. Проте, його справжніми планами є захоплення планети та помста джедаю. Кенобі та Квай-Гон злагоджено протистоять підступним задумам, зв'язок між ними міцнішає, а після успішного подолання труднощів Майстер Джин бере Обі-Вана в падавани.

## Персонажі
| Персонаж       | Стать   | Раса       | Рідна планета |
| Квай-Гон Джинн | чоловік | людина     | невідомо      |
| Обі-Ван Кенобі | чоловік | людина     | Ст'юджон      |
| Ксанатос       | чоловік | людина     | Телос IV      |
| Йода           | чоловік | невідомо   | невідомо      |
| Клат'Ха        | жінка   | людина     | Бендомир      |
| Гуерра Деріда  | чоловік | фіндіанець | Фіндар        |
| Сай-Трімба     | чоловік | арконець   | Кона          |

## Локації та назви
- Бендомир  - планета, основне місце дії роману
- Бендор  - головне місто Бендомира, основне місце дії
- Велике море Бендомира - величезне море на Бендомирі
- Корусант  - планета (лише згадується)
- Ландор  - система планет (лише згадується)
- Сільськогосподарський корпус - один із корпусів джедаєв на Бендомирі, основне місце дії
- Телос  - планета (лише згадується)
- Храм джедаєв  - місце житла та навчання джедаєв на Корусанті, основне місце дії (лише згадується)
- Зовнішні світи  - гірничодобувна корпорація Ксанатоса
- Аркона  - гірничодобувна корпорація Клат'Ха
- Рідні світи  – бендомирська гірничодобувна корпорація.

## Раси
- Арконці
- Імбати
- Меєріанці
- Фіндіанці
- Люди